# Norra alliansen

Norra alliansens flagga

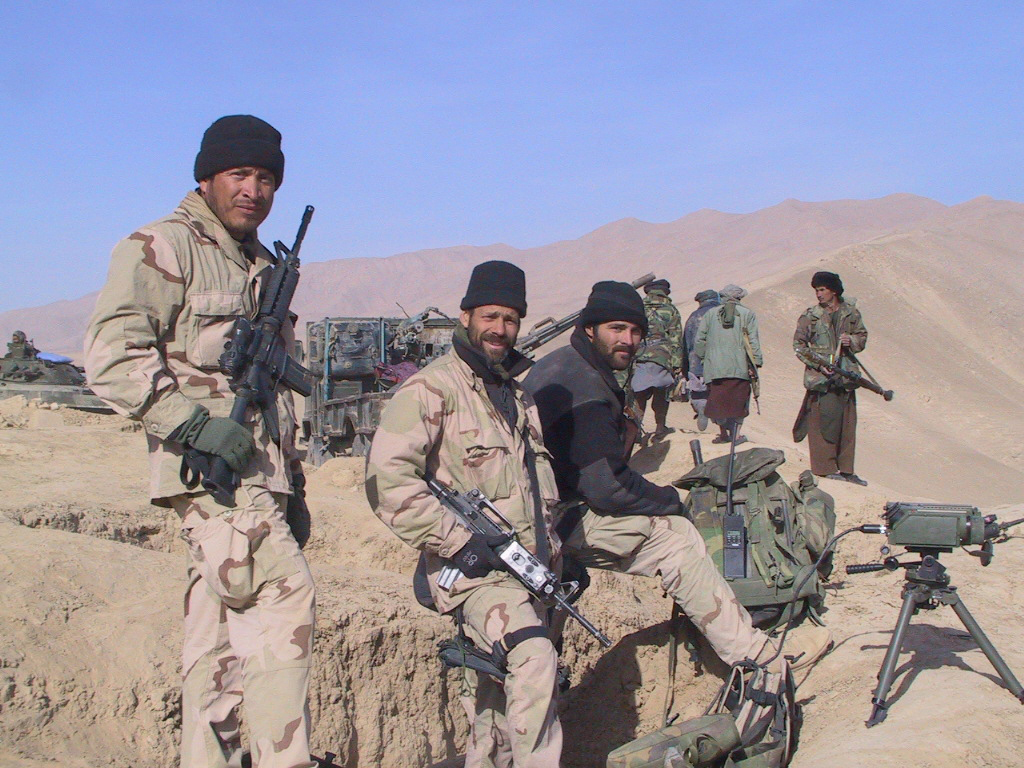
Talibanerna berövades makten i oktober 2001 av en enad insats av Norra alliansen, markstyrkor från USA och amerikanskt flygvapen.

Norra alliansen eller Nordalliansen, egentligen Förenade islamska fronten för Afghanistans frälsning (persiska: جبهه متحد اسلامی ملی برای نجات افقانستان, Jabha-yi Muttahid-i Islami-yi Milli bara-yi Nijat-i Afghanistan), var en motståndsgrupp som kämpade mot talibanerna i Afghanistan under 1990-talet. Norra alliansen var ett namn som främst användes i västerländska medier under konflikten, eftersom de utgick från norra Afghanistan.
De flesta av norra alliansens soldater var före detta mujaheddinkrigare som kämpade mot Sovjetunionen under afghansk-sovjetiska kriget 1979 - 1989. De leddes av Ahmed Shah Massoud innan han blev mördad av al-Qaidaagenter 2001. När USA invaderade Afghanistan i oktober 2001 blev den norra alliansen en viktig allierad. När talibanerna förlorade kriget blev många motståndsmän soldater i den nya afghanska armén.

## Medlemsorganisationer
Norra alliansen var en paraplyorganisation, bestående av fem olika grupper:
- Harakat-e Islami-yi Afghanistan(Afghanistans shiamuslimska rörelse) ledd av Said Mohammad Ali Jawid.

- Jamiat-I Islami-yi Afghanistan (Afghanistans islamska parti) ledd av Burhanuddin Rabbani.

- Ittihad-I Islami Bara-yi Azadi (Islamska förbundet för Afghanistans befrielse) ledd av Abdul Rasul Sayyaf.

- Hizb-I Wahdat-I Islami-yi Afghanistan (Afghanistans islamska enighetsparti) med iranskt stöd.

- Junbish-I Milli-yi Afghanistan (Afghanistans nationella islamiströrelse) ledd av Abdul Rashid Dostum.